# Lista de prefeitos de Taubaté
Esta é uma lista de  prefeitos do município de Taubaté. De 1908 a 2016, o chefe do poder executivo municipal chamava-se intendente e a prefeitura, intendência. Somente a partir de 1930 é que surgiram as prefeituras como hoje a conhecemos.
O cargo de prefeito foi criado em 11 de abril de 1835, pela assembleia provincial paulista, em reação aos amplos poderes conferidos pelo Código de Processo Criminal de 1832 às câmaras municipais. Seguiram o exemplo paulista seis províncias do nordeste brasileiro (Alagoas, Ceará, Maranhão, Paraíba, Pernambuco e Sergipe).
Sob a vigente ordem constitucional, essa designação é dada ao funcionário público do Poder Executivo municipal, que exerce seu cargo em função de uma legislatura (mandato), sendo para tanto eleito a cada quatro anos, podendo ser reeleito por mais 4 anos (segundo mandato).
Funções
O poder executivo municipal chefia a administração e comanda os serviços públicos, tendo como comandante o prefeito.
A partir da constituição brasileira de 1934, o cargo de prefeito passou a ser o único, em todo o Brasil, ao qual estão atribuídas as funções de chefe do poder executivo do governo local, em simetria aos chefes dos executivos da União e do estado, portanto, em forma monocrática. Este texto quer dizer que deverá haver harmonia e integração de ação entre as esferas envolvidas sem a intervenção de uma na outra, exceto nos casos previstos na Constituição Federal.
Eleições
O prefeito é eleito por sufrágio universal, secreto, direto, em pleito simultâneo em todo o País, realizado a cada quatro anos, no primeiro domingo de outubro.
E trinta dias após tem lugar o segundo turno, se o eleito em primeiro lugar não atingir 50% dos votos válidos mais um voto, no caso de municípios com mais de duzentos mil eleitores.
Conforme a legislação eleitoral atual no Brasil para tornar-se elegível, exige-se uma série de requisitos;
- Possuir nacionalidade brasileira ou portuguesa (neste caso, o cidadão português deve se encontrar amparado pelo Estatuto de Igualdade entre Portugueses e Brasileiros),
- Título de eleitor em dia e estar em gozo pleno do exercício dos direitos políticos,
- Domicilio eleitoral na circunscrição na qual o candidato se apresenta,
- Filiação partidária,
- Ser alfabetizado (tópico invalidado pela atual constituição brasileira de 1988),
- Desincompatibilização de cargo público — Se ocupa um cargo público deve sair seis meses antes das eleições e voltar caso possa só após seis meses ao pleito eleitoral,
- Renúncia de outro mandado até seis meses antes do pleito e não ser parente afim ou consangüíneo, até segundo grau, ou cônjuge de titular de cargo eletivo; pode, entretanto, ser candidato à reeleição (artigo 14 da Constituição),
- Ter idade mínima de 21 anos.

| Número | Nome                                | Início do Mandato       | Fim do Mandato          |
| ------ | ----------------------------------- | ----------------------- | ----------------------- |
| 1      | Gastão Aldano Vaz Lobo da C. Leal   | 15 de janeiro de 1908   | 4 de março de 1915      |
| 2      | Bernardo Ambrogi                    | 5 de março de 1915      | 19 de março de 1915     |
| 3      | Pedro Luiz de Oliveira Costa        | 20 de março de 1915     | 31 de janeiro de 1917   |
| 4      | José César de Oliveira Costa        | 1 de fevereiro de 1917  | 14 de janeiro de 1921   |
| 5      | Antonio Valente da Silva            | 1 de julho de 1921      | 28 de dezembro de 1925  |
| 6      | Félix Guisard                       | 21 de janeiro de 1926   | 18 de setembro de 1930  |
| 7      | Antonio Moura Abud                  | 9 de novembro de 1930   | 14 de dezembro de 1930  |
| 8      | João Urbano Figueira                | 15 de dezembro de 1930  | 15 de abril de 1931     |
| 9      | Major João Cândido Zanini de Assis  | 16 de abril de 1931     | 4 de julho de 1932      |
| 10     | Major Manoel Bello Paranhos Cardoso | 13 de julho de 1932     | 21 de setembro de 1932  |
| 11     | Anízio Ortiz Monteiro               | 16 de outubro de 1932   | 8 de novembro de 1933   |
| 12     | José Milliet Filho                  | 12 de novembro de 1933  | 12 de fevereiro de 1936 |
| 13     | José Gomes Tinoco                   | 13 de fevereiro de 1936 | 26 de agosto de 1936    |
| 14     | Antonio Castilho Marcondes          | 12 de setembro de 1936  | 2 de agosto de 1938     |
| 15     | José Estácio Moura Guimarães        | 2 de agosto de 1938     | 11 de agosto de 1938    |
| 16     | Álvaro Marcondes de Mattos          | 12 de agosto de 1938    | 9 de julho de 1941      |
| 17     | Antonio de Oliveira Costa           | 11 de julho de 1941     | 5 de dezembro de 1946   |
| 18     | José Estácio Moura Guimarães        | 8 de janeiro de 1947    | 6 de abril de 1947      |
| 19     | Jaures Guisard                      | 7 de abril de 1947      | 26 de maio de 1947      |
| 20     | Antonio de Oliveira Santos Areão    | 27 de maio de 1947      | 2 de junho de 1947      |
| 21     | Oswaldo Costa                       | 3 de junho de 1947      | 31 de dezembro de 1947  |
| 22     | José Luis de Almeida Soares         | 1 de janeiro de 1948    | 31 de dezembro de 1951  |
| 23     | Félix Guisard Filho                 | 1 de janeiro de 1952    | 31 de dezembro de 1955  |
| 24     | Jaures Guisard                      | 1 de janeiro de 1956    | 31 de dezembro de 1959  |
| 25     | José Ribeiro da Cunha               | 1 de janeiro de 1960    | 31 de dezembro de 1963  |
| 26     | Jaures Guisard                      | 1 de janeiro de 1964    | 31 de janeiro de 1969   |
| 27     | Guido José Gomes Miné               | 1 de fevereiro de 1969  | 31 de janeiro de 1973   |
| 28     | Milton de Alvarenga Peixoto         | 1 de fevereiro de 1973  | 31 de janeiro de 1977   |
| 29     | Waldomiro Carvalho                  | 1 de fevereiro de 1977  | 13 de maio de 1982      |
| 30     | Moacyr Freire                       | 14 de maio de 1982      | 31 de janeiro de 1983   |
| 31     | José Bernardo Ortiz                 | 1 de janeiro de 1983    | 31 de dezembro de 1988  |
| 32     | Salvador George Donizeti Khuriyeh   | 1 de janeiro de 1989    | 31 de dezembro de 1992  |
| 33     | José Bernardo Ortiz                 | 1 de janeiro de 1993    | 31 de dezembro de 1996  |
| 34     | Antonio Mário Ortiz Mattos          | 1 de janeiro de 1997    | 31 de dezembro de 2000  |
| 35     | José Bernardo Ortiz                 | 1 de janeiro de 2001    | 31 de dezembro de 2004  |
| 36     | Roberto Pereira Peixoto             | 1 de janeiro de 2005    | 31 de dezembro de 2008  |
| 37     | Roberto Pereira Peixoto             | 1 de janeiro de 2009    | 31 de dezembro de 2012  |
| 38     | Bernardo Ortiz Júnior               | 1 de janeiro de 2013    | 10 de agosto de 2016    |
| 39     | Paulo de Tarso Cardoso de Miranda   | 11 de agosto de 2016    | 17 de novembro de 2016  |
| 40     | Bernardo Ortiz Júnior               | 1 de janeiro de 2017    | 31 de dezembro de 2020  |
| 41     | José Antônio Saud                   | 1 de janeiro de 2021    | 31 de dezembro de 2024  |
| 42     | Sérgio Victor                       | 1 de janeiro de 2025    | 31 de dezembro de 2028  |